# Saint-Vit
Saint-Vit és un municipi francès situat al departament del Doubs i a la regió de Borgonya - Franc Comtat. L'any 2007 tenia 4.625 habitants.

## Demografia

### Població
El 2007 la població de fet de Saint-Vit era de 4.625 persones. Hi havia 1.760 famílies de les quals 416 eren unipersonals (200 homes vivint sols i 216 dones vivint soles), 520 parelles sense fills, 676 parelles amb fills i 148 famílies monoparentals amb fills.
La població ha evolucionat segons el següent gràfic:
Habitants censats

### Habitatges
El 2007 hi havia 1.886 habitatges, 1.779 eren l'habitatge principal de la família, 46 eren segones residències i 61 estaven desocupats. 1.303 eren cases i 578 eren apartaments. Dels 1.779 habitatges principals, 1.181 estaven ocupats pels seus propietaris, 561 estaven llogats i ocupats pels llogaters i 37 estaven cedits a títol gratuït; 31 tenien una cambra, 120 en tenien dues, 269 en tenien tres, 426 en tenien quatre i 933 en tenien cinc o més. 1.377 habitatges disposaven pel capbaix d'una plaça de pàrquing. A 780 habitatges hi havia un automòbil i a 819 n'hi havia dos o més.

### Piràmide de població
La piràmide de població per edats i sexe el 2009 era:
| Homes | Edats   | Dones |
| ----- | ------- | ----- |
| 4     | 95 o +  | 4     |
| 8     | 90 a 94 | 0     |
| 20    | 85 a 89 | 32    |
| 12    | 80 a 84 | 20    |
| 28    | 75 a 79 | 76    |
| 44    | 70 a 74 | 60    |
| 100   | 65 a 69 | 88    |
| 92    | 60 a 64 | 104   |
| 92    | 55 a 59 | 56    |
| 144   | 50 a 54 | 168   |
| 128   | 45 a 49 | 160   |
| 172   | 40 a 44 | 160   |
| 180   | 35 a 39 | 168   |
| 144   | 30 a 34 | 176   |
| 208   | 25 a 29 | 164   |
| 168   | 20 a 24 | 136   |
| 212   | 15 a 19 | 188   |
| 192   | 10 a 14 | 128   |
| 164   | 5 a 9   | 160   |
| 132   | 0 a 4   | 100   |

## Economia
El 2007 la població en edat de treballar era de 3.028 persones, 2.236 eren actives i 792 eren inactives. De les 2.236 persones actives 2.071 estaven ocupades (1.104 homes i 967 dones) i 165 estaven aturades (71 homes i 94 dones). De les 792 persones inactives 269 estaven jubilades, 305 estaven estudiant i 218 estaven classificades com a «altres inactius».

### Ingressos
El 2009 a Saint-Vit hi havia 1.794 unitats fiscals que integraven 4.680 persones, la mediana anual d'ingressos fiscals per persona era de 18.919 €.

### Activitats econòmiques
Dels 269 establiments que hi havia el 2007, 4 eren d'empreses extractives, 6 d'empreses alimentàries, 2 d'empreses de fabricació de material elèctric, 1 d'una empresa de fabricació d'elements pel transport, 32 d'empreses de fabricació d'altres productes industrials, 34 d'empreses de construcció, 61 d'empreses de comerç i reparació d'automòbils, 9 d'empreses de transport, 14 d'empreses d'hostatgeria i restauració, 2 d'empreses d'informació i comunicació, 13 d'empreses financeres, 13 d'empreses immobiliàries, 28 d'empreses de serveis, 30 d'entitats de l'administració pública i 20 d'empreses classificades com a «altres activitats de serveis».
Dels 75 establiments de servei als particulars que hi havia el 2009, 1 era una oficina d'administració d'Hisenda pública, 1 gendarmeria, 1 oficina de correu, 4 oficines bancàries, 1 funerària, 10 tallers de reparació d'automòbils i de material agrícola, 3 tallers d'inspecció tècnica de vehicles, 2 autoescoles, 8 paletes, 4 guixaires pintors, 5 fusteries, 4 lampisteries, 3 electricistes, 2 empreses de construcció, 7 perruqueries, 1 veterinari, 2 agències de treball temporal, 7 restaurants, 6 agències immobiliàries, 1 tintoreria i 2 salons de bellesa.
Dels 16 establiments comercials que hi havia el 2009, 2 eren supermercats, 1 un supermercat, 1 una gran superfície de material de bricolatge, 4 fleques, 1 una fleca, 4 botigues de roba, 1 una botiga de mobles i 2 floristeries.
L'any 2000 a Saint-Vit hi havia 14 explotacions agrícoles que ocupaven un total de 462 hectàrees.

## Equipaments sanitaris i escolars
Els 2 equipaments sanitaris que hi havia el 2009 eren farmàcies.
El 2009 hi havia 1 escola maternal i 3 escoles elementals. Saint-Vit disposava d'un col·legi d'educació secundària amb 687 alumnes.

## Poblacions més properes
El següent diagrama mostra les poblacions més properes.